# Ashampstead
Ashampstead – wieś w Anglii, w hrabstwie ceremonialnym Berkshire, w dystrykcie (unitary authority) West Berkshire. Leży 16 km na zachód od centrum miasta Reading i 74 km na zachód od centrum Londynu. W 2001 miejscowość liczyła 398 mieszkańców.